# ويليام دانيال برايتون
ويليام دانيال برايتون هو ضابط وسياسي أمريكي، ولد في 6 نوفمبر 1815 في وارويك في الولايات المتحدة، وتوفي في 30 يونيو 1887 في بروفيدنس في الولايات المتحدة. نشط حزبياً في الحزب الجمهوري. وقد انتخب عضو مجلس النواب الأمريكي ‏.